# Campeonato Brasileiro Série D 2022
In 2022 werd het veertiende Campeonato Brasileiro Série D gespeeld. Dit is een competitie die het vierde hoogste niveau in het Braziliaanse voetbal vormt, net onder de Série C. Er nemen 64 clubs deel, waarvan er vier zich plaatsen voor de Série C van 2023. De competitie wordt gespeelde van 17 april tot 25 september. América de Natal werd kampioen. 

## Format
Er namen 64 clubs deel, als volgt bepaald: 
- De vier clubs die het voorgaande jaar degradeerden uit de Série C.
- De staat met de eerste plaats op de CBF-ranking mocht vier clubs afvaardigen.
- De plaatsen twee tot en met negen op de ranking mochten drie clubs afvaardigen
- De plaatsen tien tot en met 23 op de ranking mochten twee clubs afvaardigen
- De 24ste tot 27ste plaats op de ranking mochten nog maar één club afvaardigen.

Tot vorig jaar namen 68 clus deel en speelden acht clubs uit de zwakste competities nog eerst een voorronde.
Welke clubs deelnemen aan de Série D wordt bepaald door de staten. Doorgaans wordt de staatscompetitie hiervoor gebruikt, maar er kunnen ook andere criteria voor zijn zoals een staatsbeker.
De 64 teams speelden in acht groepen van acht clubs. De top vier van de groepen plaatst zich voor de tweede fase. Vanaf dan wordt er via een knock-outsysteem gespeeld. De winnaars van de kwartfinales kwalificeren zich voor de Série C. Aangezien er geen Série E is, is er geen degradatie, maar clubs moeten zich het volgende jaar opnieuw kwalificeren voor de Série D via hun staatskampioenschappen.

## Deelnemers
| Club                | Stad                      | Staat               | Hoe geklasseerd                                    | Stadion                    | Capaciteit |
| ------------------- | ------------------------- | ------------------- | -------------------------------------------------- | -------------------------- | ---------- |
| 4 de Julho          | Piripiri                  | Piauí               | 2de best geklasseerde Staatscompetitie 2021        | Arena Ytacoatyara          | 8.500      |
| Açao                | Santo Antônio de Leverger | Mato Grosso         | 2de best geklasseerde Staatscompetitie 2021        | Dito Souza                 | 2.600      |
| Afogados            | Afogados da Ingazeira     | Pernambuco          | 2de best geklasseerde Staatscompetitie 2021        | Vianão                     | 7.000      |
| Aimoré              | São Leopoldo              | Rio Grande do Sul   | 2de best geklasseerde Staatscompetitie 2021        | Cristo-Rei                 | 7.800      |
| Amazonas            | Manaus                    | Amazonas            | Vicekampioen Staatscompetitie 2021                 | Colina                     | 10.000     |
| América de Natal    | Natal                     | Rio Grande do Norte | 2de best geklasseerde Staatscompetitie 2021        | Arena das Dunas            | 32.000     |
| Anápolis            | Anápolis                  | Goiás               | 2de best geklasseerde Staatscompetitie 2021        | Jonas Duarte               | 10.707     |
| ASA                 | Arapiraca                 | Alagoas             | Winnaar Copa Alagoas 2021                          | Fumeirão                   | 15.332     |
| Atlético Alagoinhas | Alagoinhas                | Bahia               | Kampioen Staatscompetitie 2021                     | Carneirão (BA)             | 16.000     |
| Azuriz              | Pato Branco               | Paraná              | Vicekampioen Staatscompetitie 2021                 | Pioneiros                  | 1.500      |
| Bahia de Feira      | Feira de Santana          | Bahia               | Vicekampioen Staatscompetitie 2021                 | Arena Cajueiro             | 4.000      |
| Brasiliense         | Taguatinga                | Federaal District   | Kampioen Metropolitano 2021                        | Boca do Jacaré             | 28.800     |
| Caldense            | Poços de Caldas           | Minas Gerais        | 3de best geklasseerde Staatscompetitie 2021        | Ronaldão                   | 7.600      |
| Castanhal           | Castanhal                 | Pará                | 2de best geklasseerde Staatscompetitie 2021        | Modelão                    | 5.000      |
| Caxias              | Caxias do Sul             | Rio Grande do Sul   | Best geklasseerde van de Staatscompetitie 2021     | Centenário                 | 22.132     |
| Ceilândia           | Ceilândia                 | Federaal District   | Vicekampioen Metropolitano 2021                    | Abadião                    | 3.000      |
| Cianorte            | Cianorte                  | Paraná              | 3de best geklasseerde Staatscompetitie 2021        | Albino Turbay              | 4.000      |
| Costa Rica          | Costa Rica                | Mato Grosso do Sul  | Kampioen Staatscompetitie 2021                     | Laertão                    | 5.000      |
| Crato               | Crato                     | Ceará               | Vicekampioen Staatscompetitie 2021                 | Mirandão                   | 10.000     |
| CSE                 | Palmeira dos Índios       | Alagoas             | Best geklasseerde van de Staatscompetitie 2021     | Juca Sampaio               | 7.000      |
| FC Cascavel         | Cascavel                  | Paraná              | Vicekampioen Staatscompetitie 2021                 | Olímpico Regional          | 28.125     |
| Ferroviária         | Araraquara                | São Paulo           | 2de best geklasseerde van de Staatscompetitie 2021 | Fonte Luminosa             | 20.000     |
| Fluminense          | Teresina                  | Piauí               | Vicekampioen Staatscompetitie 2021                 | Lindolfo Monteiro          | 12.760     |
| Globo               | Ceará-Mirim               | Rio Grande do Norte | Kampioen Staatscompetitie 2021                     | Barrettão                  | 10.000     |
| Grêmio Anápolis     | Anápolis                  | Goiás               | Kampioen Staatscompetitie 2021                     | Jonas Duarte               | 10.707     |
| Humaitá             | Porto Acre                | Acre                | Vicekampioen Staatscompetitie 2021                 | Arena da Floresta          | 20.000     |
| Icasa               | Juazeiro do Norte         | Ceará               | 3de best geklasseerde van de Staatscompetitie 2021 | Arena Romeirão             | 17.230     |
| Inter de Limeira    | Limeira                   | São Paulo           | Best geklasseerde van de Staatscompetitie 2021     | Limeirão                   | 18.000     |
| Iporá               | Iporá                     | Goiás               | 3de best geklasseerde van de Staatscompetitie 2021 | Ferreirão                  | 3.500      |
| Jacuipense          | Riachão do Jacuípe        | Bahia               | 17de plaats van de Série C 2021                    | Valfredão                  | 5.000      |
| Juazeirense         | Juazeiro                  | Bahia               | 3de best geklasseerde van de Staatscompetitie 2021 | Adautão                    | 12.120     |
| Juventude           | São Mateus do Maranhão    | Maranhão            | Vicekampioen Copa FMF 2021                         | Pinheirão                  | 500        |
| Juventus de Jaraguá | Jaraguá do Sul            | Santa Catarina      | 2de best geklasseerde Staatscompetitie 2021        | João Marcatto              | 10.270     |
| Lagarto             | Lagarto                   | Sergipe             | Vicekampioen Staatscompetitie 2021                 | Barretão                   | 8.000      |
| Marcílio Dias       | Itajaí                    | Santa Catarina      | Best geklasseerde van de Staatscompetitie 2021     | Gigantão das Avenidas      | 6.010      |
| Moto Club           | São Luís                  | Maranhão            | Vicekampioen Staatscompetitie 2021                 | Nhozinho Santos            | 12.891     |
| Náutico             | Boa Vista                 | Roraima             | Vicekampioen Staatscompetitie 2021                 | Canarinho                  | 4.556      |
| Nova Iguaçu         | Nova Iguaçu               | Rio de Janeiro      | Vicekampioen Staatscompetitie 2021                 | Laranjão                   | 1.810      |
| Nova Venécia        | Nova Venécia              | Espírito Santo      | Winnaar Copa Espírito Santo 2021                   | Zenor Rocha                | 2.000      |
| Oeste               | Barueri                   | São Paulo           | 20ste plaats Série C 2021                          | Arena Barueri              | 31.452     |
| CEOV                | Várzea Grande             | Mato Grosso         | Best geklasseerde van de Staatscompetitie 2021     | Dito Souza                 | 2.600      |
| Pacajus             | Pacajus                   | Ceará               | Best geklasseerde van de Staatscompetitie 2021     | João Ronaldo               | 2.000      |
| Paraná              | Curitiba                  | Paraná              | 18de plaats Série C 2021                           | Vila Capanema              | 20.083     |
| Pérolas Negras      | Resende                   | Rio de Janeiro      | Winnaar Copa Rio 2021                              | Estádio do Trabalhador     | 4.600      |
| Porto Velho         | Porto Velho               | Rondônia            | Kampioen Staatscompetitie 2021                     | Aluizão                    | 5.000      |
| Portuguesa-RJ       | Rio de Janeiro            | Rio de Janeiro      | Best geklasseerde van de Staatscompetitie 2021     | Luso Brasileiro            | 20.215     |
| Pouso Alegre        | Pouso Alegre              | Minas Gerais        | Vicekampioen Staatscompetitie 2021                 | Manduzão                   | 26.000     |
| Próspera            | Criciúma                  | Santa Catarina      | 3de best geklasseerde Staatscompetitie 2021        | Domingos Silveira Gonzales | 1.706      |
| Real Noroeste       | Águia Branca              | Espírito Santo      | Kampioen Staatscompetitie 2021                     | José Olímpio da Rocha      | 3.200      |
| Retrô Brasil        | Camaragibe                | Pernambuco          | 4º Best geklasseerde van de Staatscompetitie 2021  | Arena de Pernambuco        | 44.000     |
| Rio Branco          | Rio Branco                | Acre                | Kampioen Staatscompetitie 2021                     | Florestão                  | 10.000     |
| Santa Cruz          | Recife                    | Pernambuco          | 19de plaats Série C 2021                           | Arruda                     | 60 044     |
| Santo André         | Santo André               | São Paulo           | 3de best geklasseerde Staatscompetitie 2021        | Bruno José Daniel          | 8.000      |
| São Bernardo        | São Bernardo do Campo     | São Paulo           | Winnaar Copa Paulista 2021                         | Primeirão                  | 13.440     |
| São Luiz            | Ijuí                      | Rio Grande do Sul   | 3de best geklasseerde van de Staatscompetitie 2021 | 19 de Outubro              | 6.000      |
| São Paulo Crystal   | Cruz do Espírito Santo    | Paraíba             | Vicekampioen Staatscompetitie 2021                 | Carneirão (PB)             | 1.200      |
| São Raimundo-AM     | Manaus                    | Amazonas            | Vicekampioen Staatscompetitie 2021                 | Colina                     | 10.000     |
| São Raimundo-RR     | Boa Vista                 | Roraima             | Kampioen Staatscompetitie 2021                     | Canarinho                  | 4.556      |
| Sergipe             | Aracaju                   | Sergipe             | Kampioen Staatscompetitie 2021                     | Batistão                   | 15.586     |
| Sousa               | Sousa                     | Paraíba             | Vicekampioen Staatscompetitie 2021                 | Marizão                    | 5.400      |
| Tocantinópolis      | Tocantinópolis            | Tocantins           | Kampioen Staatscompetitie 2021                     | Ribeirão                   | 8.000      |
| Trem                | Macapá                    | Amapá               | Kampioen Staatscompetitie 2021                     | Zerão                      | 10.000     |
| Tuna Luso           | Belém                     | Pará                | Vicekampioen van de Staatscompetitie 2021          | Estádio do Souza           | 6.000      |
| URT                 | Patos de Minas            | Minas Gerais        | Best geklasseerde van de Staatscompetitie 2021     | Zama Maciel                | 4.858      |

## Groepsfase

### Groep A1
| Plaats | Club            | Wed. | W | G | V  | Saldo | Ptn. |
| ------ | --------------- | ---- | - | - | -- | ----- | ---- |
| 1.     | Amazonas        | 14   | 9 | 4 | 1  | 37:12 | 31   |
| 2.     | Rio Branco      | 14   | 8 | 3 | 3  | 24:11 | 27   |
| 3.     | São Raimundo-AM | 14   | 6 | 6 | 2  | 19:11 | 24   |
| 4.     | São Raimundo-RR | 14   | 6 | 5 | 3  | 21:14 | 23   |
| 5.     | Porto Velho     | 14   | 6 | 3 | 5  | 28:20 | 21   |
| 6.     | Trem            | 14   | 4 | 4 | 6  | 29:27 | 16   |
| 7.     | Humaitá         | 14   | 1 | 3 | 10 | 11:32 | 6    |
| 8.     | Náutico         | 14   | 1 | 2 | 11 | 15:57 | 5    |

|  | Geplaatst voor tweede fase |

### Groep A2
| Plaats | Club           | Wed. | W | G | V | Saldo | Ptn. |
| ------ | -------------- | ---- | - | - | - | ----- | ---- |
| 1.     | Moto Club      | 14   | 9 | 1 | 4 | 24:14 | 28   |
| 2.     | Tocantinópolis | 14   | 6 | 4 | 4 | 23:21 | 22   |
| 3.     | Pacajus        | 14   | 5 | 5 | 4 | 15:13 | 20   |
| 4.     | Juventude      | 14   | 5 | 5 | 4 | 14:14 | 20   |
| 5.     | Fluminense     | 14   | 4 | 5 | 5 | 23:19 | 17   |
| 6.     | Castanhal      | 14   | 4 | 5 | 5 | 16:15 | 17   |
| 7.     | Tuna Luso      | 14   | 3 | 4 | 7 | 12:25 | 13   |
| 8.     | 4 de Julho     | 14   | 2 | 7 | 5 | 13:19 | 13   |

### Groep A3
| Plaats | Club              | Wed. | W  | G | V  | Saldo | Ptn. |
| ------ | ----------------- | ---- | -- | - | -- | ----- | ---- |
| 1.     | Retrô Brasil      | 14   | 10 | 3 | 1  | 27:6  | 33   |
| 2.     | América de Natal  | 14   | 6  | 6 | 2  | 20:7  | 24   |
| 3.     | Sousa             | 14   | 7  | 2 | 5  | 18:17 | 23   |
| 4.     | Afogados          | 14   | 6  | 4 | 4  | 23:12 | 22   |
| 5.     | Icasa             | 14   | 6  | 4 | 4  | 16:18 | 22   |
| 6.     | São Paulo Crystal | 14   | 3  | 4 | 7  | 13:26 | 13   |
| 7.     | Globo             | 14   | 3  | 3 | 8  | 14:17 | 12   |
| 8.     | Crato             | 14   | 1  | 2 | 11 | 5:33  | 5    |

|  | Geplaatst voor tweede fase |

### Groep A4
| Plaats | Club                | Wed. | W | G | V | Saldo | Ptn. |
| ------ | ------------------- | ---- | - | - | - | ----- | ---- |
| 1.     | ASA                 | 14   | 7 | 4 | 3 | 15:12 | 25   |
| 2.     | Lagarto             | 14   | 6 | 7 | 1 | 23:12 | 25   |
| 3.     | Jacuipense          | 14   | 5 | 6 | 3 | 19:15 | 21   |
| 4.     | Santa Cruz          | 14   | 5 | 4 | 5 | 14:15 | 19   |
| 5.     | Sergipe             | 14   | 4 | 6 | 4 | 14:12 | 18   |
| 6.     | Juazeirense         | 14   | 4 | 4 | 6 | 8:13  | 16   |
| 7.     | CSE                 | 14   | 3 | 5 | 6 | 19:22 | 14   |
| 8.     | Atlético Alagoinhas | 14   | 2 | 4 | 8 | 13:24 | 10   |

### Groep A5
| Plaats | Club            | Wed. | W  | G | V  | Saldo | Ptn. |
| ------ | --------------- | ---- | -- | - | -- | ----- | ---- |
| 1.     | Brasiliense     | 14   | 10 | 3 | 1  | 22:10 | 33   |
| 2.     | Anápolis        | 14   | 7  | 4 | 3  | 17:11 | 25   |
| 3.     | Costa Rica      | 14   | 6  | 3 | 5  | 14:13 | 21   |
| 4.     | CEOV            | 14   | 6  | 3 | 5  | 10:12 | 21   |
| 5.     | Ceilândia       | 14   | 6  | 2 | 6  | 15:12 | 20   |
| 6.     | Iporá           | 14   | 3  | 6 | 5  | 12:12 | 15   |
| 7.     | Grêmio Anápolis | 14   | 3  | 5 | 6  | 12:14 | 14   |
| 8.     | Açao            | 14   | 1  | 2 | 11 | 12:30 | 5    |

|  | Geplaatst voor tweede fase |

### Groep A6
| Plaats | Club             | Wed. | W | G | V  | Saldo | Ptn. |
| ------ | ---------------- | ---- | - | - | -- | ----- | ---- |
| 1.     | Pouso Alegre     | 14   | 7 | 5 | 2  | 12:9  | 26   |
| 2.     | Bahia de Feira   | 14   | 6 | 6 | 2  | 17:8  | 24   |
| 3.     | Real Noroeste    | 14   | 6 | 5 | 3  | 19:13 | 23   |
| 4.     | Nova Venécia     | 14   | 5 | 7 | 2  | 19:13 | 22   |
| 5.     | Inter de Limeira | 14   | 4 | 5 | 5  | 16:16 | 17   |
| 6.     | Ferroviária      | 14   | 4 | 4 | 6  | 15:14 | 16   |
| 7.     | URT              | 14   | 4 | 4 | 6  | 13:26 | 16   |
| 8.     | Caldense         | 14   | 1 | 2 | 11 | 8:20  | 5    |

### Groep A7
| Plaats | Club           | Wed. | W | G | V | Saldo | Ptn. |
| ------ | -------------- | ---- | - | - | - | ----- | ---- |
| 1.     | São Bernardo   | 14   | 7 | 6 | 1 | 13:3  | 27   |
| 2.     | Paraná         | 14   | 6 | 5 | 3 | 13:8  | 23   |
| 3.     | Portuguesa-RJ  | 14   | 5 | 6 | 3 | 13:10 | 21   |
| 4.     | Oeste          | 14   | 5 | 5 | 4 | 14:15 | 20   |
| 5.     | Nova Iguaçu    | 14   | 5 | 5 | 4 | 13:14 | 20   |
| 6.     | Santo André    | 14   | 4 | 3 | 7 | 12:13 | 15   |
| 7.     | Cianorte       | 14   | 3 | 5 | 6 | 14:15 | 14   |
| 8.     | Pérolas Negras | 14   | 1 | 5 | 8 | 9:23  | 8    |

|  | Geplaatst voor tweede fase |

### Groep A8
| Plaats | Club                | Wed. | W | G | V  | Saldo | Ptn. |
| ------ | ------------------- | ---- | - | - | -- | ----- | ---- |
| 1.     | Caxias              | 14   | 8 | 3 | 3  | 20:12 | 27   |
| 2.     | Aimoré              | 14   | 8 | 3 | 3  | 17:14 | 27   |
| 3.     | Cascavel            | 14   | 7 | 4 | 3  | 16:10 | 25   |
| 4.     | Azuriz              | 14   | 7 | 3 | 4  | 17:12 | 24   |
| 5.     | São Luiz            | 14   | 4 | 6 | 4  | 18:17 | 18   |
| 6.     | Marcílio Dias       | 14   | 4 | 2 | 8  | 14:20 | 14   |
| 7.     | Juventus de Jaraguá | 14   | 2 | 6 | 6  | 11:17 | 12   |
| 8.     | Próspera            | 14   | 1 | 3 | 10 | 9:20  | 6    |

## Tweede fase
In geval van gelijkspel worden strafschoppen genomen, tussen haakjes weergegeven. De clubs werden nog steeds geografisch tegen elkaar uitgeloot om verre reizen te vermijden. De clubs uit groep A1 speelden tegen die uit A2, A3 tegen A4, A5 tegen A6 en A7 tegen A8.
| Team #1         | Tot.        | Team #2          | 1ste wed | 2de wed |
| --------------- | ----------- | ---------------- | -------- | ------- |
| Juventude       | 1 - 2       | Amazonas         | 0 - 0    | 1 - 2   |
| São Raimundo-AM | 3 - 6       | Tocantinópolis   | 2 - 2    | 1 - 4   |
| São Raimundo-RR | 1 - 1 (7-8) | Moto Club        | 0 - 0    | 1 - 1   |
| Pacajus         | 1 - 1 (4-5) | Rio Branco       | 1 - 1    | 0 - 0   |
| Santa Cruz      | 2 - 1       | Retrô Brasil     | 0 - 0    | 2 - 1   |
| Sousa           | 1 - 3       | Lagarto          | 0 - 1    | 1 - 2   |
| Afogados        | 1 - 4       | ASA              | 1 - 2    | 0 - 2   |
| Jacuipense      | 0 - 1       | América de Natal | 0 - 1    | 0 - 0   |
| Nova Venécia    | 4 - 2       | Brasiliense      | 3 - 1    | 1 - 1   |
| Costa Rica      | 1 - 2       | Bahia de Feira   | 0 - 0    | 1 - 2   |
| CEOV            | 0 - 2       | Pouso Alegre     | 0 - 0    | 0 - 2   |
| Real Noroeste   | 5 - 5 (3-1) | Anápolis         | 5 - 2    | 0 - 3   |
| Azuriz          | 1 - 3       | São Bernardo     | 1 - 1    | 0 - 2   |
| Portuguesa-RJ   | 1 - 1 (4-3) | Aimoré           | 0 - 1    | 1 - 0   |
| Oeste           | 2 - 2 (5-6) | Caxias           | 1 - 1    | 1 - 1   |
| Cascavel        | 0 - 0 (4-5) | Paraná           | 0 - 0    | 0 - 0   |

## Derde fase
Ook in de derde fase blijven de clubs regionaal onderverdeeld om verre verplaatsingen te vermijden. In geval van gelijkspel telt de uitdoelpuntregel, indien de stand dan nog hetzelfde is worden er strafschoppen genomen, tussen haakjes weergegeven.
| Team #1          | Tot.        | Team #2        | 1ste wed | 2de wed |
| ---------------- | ----------- | -------------- | -------- | ------- |
| Lagarto          | 2 - 3       | Amazonas       | 1 - 1    | 1 - 2   |
| Santa Cruz       | 0 - 1       | Tocantinópolis | 0 - 0    | 0 - 1   |
| América de Natal | 3 - 1       | Moto Club      | 2 - 1    | 0 - 0   |
| Rio Branco       | 0 - 0 (4-5) | ASA            | 0 - 0    | 0 - 0   |
| Portuguesa-RJ    | 4 - 3       | Nova Venécia   | 2 - 1    | 2 - 2   |
| Bahia de Feira   | 1 - 2       | São Bernardo   | 0 - 1    | 1 - 1   |
| Paraná           | 1 - 2       | Pouso Alegre   | 1 - 1    | 0 - 1   |
| Real Noroeste    | 1 - 1 (0-3) | Caxias         | 1 - 1    | 0 - 0   |

## Vierde fase
Vanaf de vierde fase zijn de confrontaties niet meer regionaal. De resultaten van de groepsfase en de tweede en derde fase worden opgeteld. De vier clubs met de meeste punten nemen het op tegen de clubs met de minste punten. 

|  | kwartfinale      | kwartfinale      | kwartfinale | kwartfinale |   |              | halve finale | halve finale | halve finale | halve finale |  |              | finale | finale | finale | finale |  |  |
|  |                  |                  |             |             |   |              |              |              |              |              |  |              |        |        |        |        |  |  |
|  | Portuguesa-RJ    | 1                | 2           | 3           |   |              |              |              |              |              |  |              |        |        |        |        |  |  |
|  | Amazonas         | 1                | 3           | 4           |   |              |              |              |              |              |  |              |        |        |        |        |  |  |
|  | Amazonas         | 1                | 3           | 4           |   | Amazonas     | 0            | 0            | 1            |              |  |              |        |        |        |        |  |  |
|  |                  |                  |             |             |   | Amazonas     | 0            | 0            | 1            |              |  |              |        |        |        |        |  |  |
|  |                  | Pouso Alegre     | 1           | 1           | 2 |              |              |              |              |              |  |              |        |        |        |        |  |  |
|  | ASA              | Pouso Alegre     | 1           | 1           | 2 | 0            | 0            | 0            |              |              |  |              |        |        |        |        |  |  |
|  | ASA              |                  |             |             |   | 0            | 0            | 0            |              |              |  |              |        |        |        |        |  |  |
|  | Pouso Alegre     | 2                | 1           | 3           |   |              |              |              |              |              |  |              |        |        |        |        |  |  |
|  | Pouso Alegre     | 2                | 1           | 3           |   |              |              |              |              |              |  | Pouso Alegre | 0      | 1      | 1      |        |  |  |
|  |                  |                  |             |             |   |              |              |              |              |              |  | Pouso Alegre | 0      | 1      | 1      |        |  |  |
|  |                  | América de Natal | 2           | 0           | 2 |              |              |              |              |              |  |              |        |        |        |        |  |  |
|  | Tocantinópolis   | América de Natal | 2           | 0           | 2 | 0            | 0            | 0            |              |              |  |              |        |        |        |        |  |  |
|  | Tocantinópolis   |                  |             |             |   | 0            | 0            | 0            |              |              |  |              |        |        |        |        |  |  |
|  | São Bernardo     | 3                | 2           | 5           |   |              |              |              |              |              |  |              |        |        |        |        |  |  |
|  | São Bernardo     | 3                | 2           | 5           |   | São Bernardo | 0            | 0            | 0            |              |  |              |        |        |        |        |  |  |
|  |                  |                  |             |             |   | São Bernardo | 0            | 0            | 0            |              |  |              |        |        |        |        |  |  |
|  |                  | América de Natal | 2           | 1           | 3 |              |              |              |              |              |  |              |        |        |        |        |  |  |
|  | Caxias           | América de Natal | 2           | 1           | 3 | 1            | 1            | 2            |              |              |  |              |        |        |        |        |  |  |
|  | Caxias           |                  |             |             |   | 1            | 1            | 2            |              |              |  |              |        |        |        |        |  |  |
|  | América de Natal | 0                | 3           | 3           |   |              |              |              |              |              |  |              |        |        |        |        |  |  |

2009 · 2010 · 2011 · 2012 · 2013 · 2014 · 2015 · 2016 · 2017 · 2018 · 2019 · 2020 · 2021 · 2022 · 2023 · 2024